# Machaerium vellosianum
Machaerium vellosianum är en ärtväxtart som beskrevs av George Bentham. Machaerium vellosianum ingår i släktet Machaerium och familjen ärtväxter. Inga underarter finns listade i Catalogue of Life.